# Herbstfest di Rosenheim
Il Rosenheimer Herbstfest (chiamato localmente anche Wiesn perché si svolge sulla Rosenheimer Loretowiese) è la più grande festa popolare dell'Alta Baviera sud-orientale con oltre un milione di visitatori all'anno, ed è organizzata ogni anno dall'Associazione Economica di Rosenheim . Inizia sempre l'ultimo sabato di agosto con la tradizionale spillatura nei due tendoni e dura 16 giorni.Dopo l'Oktoberfest di Monaco di Baviera e la Cannstatter Volksfest di Stoccarda rappresenta la terza più grande festa della birra della Baviera e quindi della Germania e dell'Europa.

## Storia
Il Festival autunnale di Rosenheim si è sviluppato da una mostra agricola che si svolgeva ogni cinque anni. Nel 1861 questa mostra fu arricchita da attrazioni come una festa dei fucili e una gara di canto, rendendola una festa popolare nel vero senso della parola. Negli anni successivi il festival continuò a crescere, anche grazie al fatto che Rosenheim voleva presentarsi come una "città della birra". Negli anni Novanta dell'Ottocento Rosenheim contava undici birrifici quando la popolazione era di circa 10.000 persone e venivano già prodotti oltre 400 ettolitri di birra.
La sede è sempre stata la Loretowiese, un tempo un prato libero davanti alle porte di Rosenheim. Già nel Medioevo era teatro di fiere, pubblici divertimenti e pubbliche esecuzioni. Ora asfaltata, la Loretowiese viene utilizzata principalmente come parcheggio grazie alla sua posizione centrale, ma anche come area fieristica, ad esempio per il nuovo centro fieristico di Rosenheim.
La festa popolare non sempre si è svolta regolarmente. Nel 1873 nel distretto di Rosenheim si diffuse il colera, per cui, la festa autunnale fu annullata come negli anni della prima guerra mondiale (dal 1914 al 1918), La festa popolare ritornò solo nel 1925, alla quale ora erano presenti due grandi tendoni della birra (Flötzinger e Auer-Bräu), un tendone del vino e 19 showmen.
Negli anni del secondo dopoguerra, dal 1946 al 1949, l'Associazione degli uomini di spettacolo bavaresi organizzava annualmente feste primaverili sul prato di Loreto, finché l'Associazione economica di Rosenheim non ne divenne l'organizzatore e poco dopo ribattezzò il festival "Festival d'autunno di Rosenheim".
Il manifesto ufficiale del Festival autunnale di Rosenheim rappresenta la figura a mezzo busto di un batterista che canta in costume tradizionale.
Nel 2020 la festa autunnale è stata cancellata per la prima volta dal 1945 a causa del coronavirus. Anche nel 2021 non si è potuto svolgere a causa della pandemia.

## Gli stand
L'Auerbräu Festhalle (ex Inntalhalle) è una grande sala per eventi con palco. Durante la festa d'autunno viene aggiunto un piccolo tendone sul lato nord, che dal 1981 ospita la tradizionale grigliata delle bistecche. All'Auerbrau frequentato principalmente dal pubblico più giovane e amante delle feste, poiché la Inntalhalle strutturalmente consente più rumore. I padroni di casa dell'Auerbräu Festhalle sono la famiglia Heinrichsberger di Aschau. Dal 1968 la banda musicale "Die Karolinenfelder" (suona tutti i giorni dalle 15:00 nell'Auerbräu Festhalle. All'ora di pranzo si esibiscono gruppi musicali che cambiano.
Il tendone offre un totale di 7000 posti a sedere, di cui 4000 nella sala, 1000 nella torrefazione dei buoi e 2000 nel giardino e nelle balconate. Oltre alla musica da alcuni anni esiste anche un piccolo spazio in piedi.

## Il Flötzinger-Bräu-Festzelt
La tenda dell'ultimo birrificio privato, la Flötzinger Bräu di Rosenheim, è la più grande struttura indipendente del suo genere in Europa. Si caratterizza per la sua elaborata decorazione con ghirlande tradizionali e pannelli illustrati. 
Nel 2006 il tetto sopra il balcone è stato trasformato nel cosiddetto tetto apribile ridisegnato, che all'occorrenza può essere aperto tramite telecomando, garantendo così una migliore ventilazione nella tenda e offrendo ai visitatori una visuale libera del cielo. Recentemente sono stati introdotti anche menù speciali per bambini e un intrattenimento musicale variabile all'ora di pranzo. Dal 1950 la banda serale è la "Dreder Music". Il tendone compreso il giardino ha una capienza totale di 9500 posti.
Entrambi i tendoni della birra possono ora offrire ai loro ospiti abbastanza spazio nelle loro birrerie all'aperto quando il tempo è bello. La tradizionale birra Märzen, che ha un contenuto alcolico e di mosto originale più elevato ed è quindi di colore bruno dorato, viene servita in boccali di birra di vetro.

## Al Tatzlwurm
Nel 2005 è stato aperto per la prima volta un terzo tendone più piccolo, o meglio un Almstadl, chiamato "Zum Tatzlwurm", che offre anche vino, prosecco e piatti di selvaggina.

## La struttura
La costruzione della tenda Flötzinger inizia nella prima settimana di luglio. La chiusura completa della Loretowiese avviene solitamente due settimane prima dell'inizio del festival, poiché è allora che arriva la maggior parte degli showmen.

## L'apertura
Dopo il corteo in costume, che porta dalla stazione ferroviaria di Rosenheim attraverso il centro città fino al prato di Loreto, il Festival d'Autunno di Rosenheim viene ufficialmente aperto dopo alcuni brevi discorsi con tre colpi di cannone. Ogni anno, alternandosi, il sindaco e l'amministratore del distretto operano la tradizionale spillatura in entrambi i tendoni della birra.

## Il tendone della boxe
La prima domenica mattina presso l'Ochsenbraterei si svolge un incontro di boxe che, a causa delle condizioni insolite, rappresenta spesso una grande sfida per i pugili. Nell'ambito del Festival d'Autunno si svolgono anche altre competizioni sportive (ad esempio il tennis).

## Le giornate della famiglia
I pomeriggi in famiglia si svolgono ogni mercoledì fino alle 18, quando le giostre e gli stand offrono prezzi ridotti ai visitatori.
Ringraziamento 
Ogni anno, a metà domenica, nel centro della città si svolge la grande parata del Ringraziamento. Dopo la funzione al Mangfallpark, i partecipanti si spostano nel quartiere fieristico e si godono una meritata pinta mattutina.

## Il servizio degli uomini di spettacolo
Il secondo martedì di ogni anno nella chiesa del monastero, che si trova direttamente sul quartiere fieristico, si svolge la tradizionale funzione della fiera. Spesso c'è anche la comunione o la cresima per i figli delle famiglie degli showman. Dopo la funzione, l'associazione economica invita i viaggiatori a mangiare delle salsicce bianche in uno dei due tendoni.

## I fuochi d'artificio
Il clou del Festival d'Autunno è lo spettacolo pirotecnico, che risplende sull'area del festival alle 21:00 il giovedì della seconda settimana del festival.
La festa d'autunno si conclude l'ultimo giorno alle 23 con il tatuaggio. Dopo alcune parole di ringraziamento, i padroni di casa lasciano la tenda e la musica smette di suonare. Gli showmen smontano solitamente le loro giostre e le loro bancarelle durante la notte, poiché molti di loro devono essere pronti per l'uso in pochi giorni all'Oktoberfest di Monaco.

## Politiche dell'organizzazione
L'obiettivo dell'associazione economica e dei padri della città di Rosenheim è sempre stato quello di presentare il festival autunnale come un festival adatto alle famiglie, e dii attribuire più valore alla tradizione bavarese, il che lo rende più popolare tra la vecchia popolazione bavarese rispetto all'Oktoberfest di Monaco, anche grazie ad una politica di prezzi molto più contenuti ponendosi come contrappunto al turismo di massa del Theresienwiese.